# Fay Toyne
Pour les articles homonymes, voir Toyne.
Fay Toyne (née le 18 décembre 1943) est une joueuse de tennis australienne des années 1960. Elle est aussi connue sous son nom de femme mariée, Fay Toyne-Moore.
Elle a réalisé sa meilleure performance en disputant la finale du double dames des Internationaux de France en 1966, associée à Jill Blackman.

## Palmarès (partiel)

### Titres en double dames
| No | Date       | Nom et lieu du tournoi                       | Catégorie | Surface      | Partenaire    | Finalistes                      | Score         |          |
| -- | ---------- | -------------------------------------------- | --------- | ------------ | ------------- | ------------------------------- | ------------- | -------- |
| 1  | 15-10-1962 | Australian Hard Court Championships Brisbane |           | Terre (ext.) | Robyn Ebbern  | Jan Lehane Lesley Turner        | 7-5, 3-6, 6-1 | Parcours |
| 2  | 12-04-1966 | Trophée Raquette d'Or Aix-en-Provence        |           | Terre (ext.) | Jill Blackman | Françoise Dürr Jeanine Lieffrig | 4-6, 6-2, 7-5 | Parcours |

### Finales en double dames
| No | Date       | Nom et lieu du tournoi                            | Catégorie | Surface      | Vainqueures                         | Partenaire        | Score         |          |
| -- | ---------- | ------------------------------------------------- | --------- | ------------ | ----------------------------------- | ----------------- | ------------- | -------- |
| 1  | 13-10-1963 | Queensland Hard Court Championships Brisbane      |           | Terre (ext.) | Jarrott Margaret Smith              | Marlene Wicks     | 4-6, 6-1, 6-3 | Parcours |
| 2  | 23-05-1966 | Internationaux de France Paris                    | G. Chelem | Terre (ext.) | Margaret Smith Judy Tegart          | Jill Blackman     | 4-6, 6-1, 6-1 | Parcours |
| 3  | 04-07-1966 | Irish Championships Dublin                        |           | Gazon (ext.) | Geraldine Barniville Margaret Smith | Elizabeth Starkie | 5-7, 6-2, 6-0 | Parcours |
| 4  | 22-04-1968 | British Hard Court Open Championships Bournemouth |           | Terre (ext.) | Christine Janes Nell Truman         | Annette Van Zyl   | 6-4, 6-3      | Parcours |

## Parcours en Grand Chelem (partiel)

### En simple dames
| Année | Championnat d'Australie Open d'Australie | Championnat d'Australie Open d'Australie | Internationaux de France | Internationaux de France | Wimbledon       | Wimbledon        | US National US Open | US National US Open |
| ----- | ---------------------------------------- | ---------------------------------------- | ------------------------ | ------------------------ | --------------- | ---------------- | ------------------- | ------------------- |
| 1961  | 2e tour (1/16)                           | Beverley Rae                             | -                        | -                        | -               | -                | -                   | -                   |
| 1962  | 3e tour (1/8)                            | Lesley Turner                            | -                        | -                        | -               | -                | -                   | -                   |
| 1963  | 2e tour (1/16)                           | Carol Newman                             | -                        | -                        | -               | -                | -                   | -                   |
| 1964  | 1er tour (1/16)                          | Gail Sherriff                            | -                        | -                        | 1er tour (1/64) | Donna Floyd      | -                   | -                   |
| 1965  | -                                        | -                                        | 4e tour (1/8)            | Annette Van Zyl          | 1er tour (1/64) | E. Starkie       | -                   | -                   |
| 1966  | -                                        | -                                        | 2e tour (1/32)           | Jeanine Lieffrig         | 1er tour (1/64) | Nancy Richey     | -                   | -                   |
| 1967  | 3e tour (1/8)                            | Françoise Dürr                           | 3e tour (1/16)           | Annette Van Zyl          | 1er tour (1/64) | Lidy Venneboer   | -                   | -                   |
| 1968  | -                                        | -                                        | 3e tour (1/16)           | Edda Buding              | 4e tour (1/8)   | Billie Jean King | -                   | -                   |
| 1969  | -                                        | -                                        | 2e tour (1/16)           | Olga Morozova            | 2e tour (1/32)  | Virginia Wade    | -                   | -                   |
| 1970  | -                                        | -                                        | 2e tour (1/16)           | Julie Heldman            | 1er tour (1/64) | Julie Heldman    | -                   | -                   |
| 1971  | -                                        | -                                        | 1er tour (1/32)          | D. Bouteleux             | 2e tour (1/32)  | Christine Janes  | -                   | -                   |

À droite du résultat, l’ultime adversaire.

### En double dames
| Année | Championnat d'Australie Open d'Australie | Championnat d'Australie Open d'Australie | Internationaux de France      | Internationaux de France    | Wimbledon                      | Wimbledon                 | US National US Open | US National US Open |
| ----- | ---------------------------------------- | ---------------------------------------- | ----------------------------- | --------------------------- | ------------------------------ | ------------------------- | ------------------- | ------------------- |
| 1961  | 1/4 de finale Val Wicks                  | L. Coghlan Judy Tegart                   | -                             | -                           | -                              | -                         | -                   | -                   |
| 1962  | 1er tour (1/8) Val Wicks                 | Jan Lehane Lesley Turner                 | -                             | -                           | -                              | -                         | -                   | -                   |
| 1963  | 1/4 de finale Fay Muller                 | E. Starkie Judy Tegart                   | -                             | -                           | -                              | -                         | -                   | -                   |
| 1964  | 1/4 de finale Mary Bevis                 | Judy Tegart Lesley Turner                | -                             | -                           | 2e tour (1/16) M. Harris       | Deidre Catt E. Starkie    | -                   | -                   |
| 1965  | -                                        | -                                        | 1/4 de finale P. McClenaughan | M. Smith Lesley Turner      | 2e tour (1/16) P. McClenaughan | F. Dürr J. Lieffrig       | -                   | -                   |
| 1966  | -                                        | -                                        | Finale Jill Blackman          | M. Smith Judy Tegart        | 3e tour (1/8) E. Starkie       | Glenda Swan Pat Walkden   | -                   | -                   |
| 1967  | 1/4 de finale Jill Starr                 | Lesley Turner Judy Tegart                | 2e tour (1/16) Glenda Swan    | Esme Emanuel Maryna Godwin  | 1er tour (1/32) Glenda Swan    | Kathy Blake K. Harter     | -                   | -                   |
| 1968  | -                                        | -                                        | 1/4 de finale Julie Heldman   | Rosie Casals B. J. King     | 2e tour (1/16) Julie Heldman   | Winnie Shaw Joyce Barclay | -                   | -                   |
| 1969  | -                                        | -                                        | 3e tour (1/8) C. Sherriff     | P. Bartkowicz Julie Heldman | 1/4 de finale Kerry Harris     | M. Eisel V. Ziegenfuss    | -                   | -                   |
| 1970  | -                                        | -                                        | 3e tour (1/8) Kerry Harris    | Lesley Hunt Betty Stöve     | 1er tour (1/32) Kerry Harris   | F. Dürr Virginia Wade     | -                   | -                   |
| 1971  | -                                        | -                                        | -                             | -                           | 2e tour (1/16) Rita Lauder     | Gail Sherriff F. Dürr     | -                   | -                   |
| 1972  | -                                        | -                                        | -                             | -                           | 1er tour (1/32) Rita Lauder    | L. Charles Jackie Fayter  | -                   | -                   |

Sous le résultat, la partenaire ; à droite, l’ultime équipe adverse.

### En double mixte
| Année | Championnat d'Australie Open d'Australie | Championnat d'Australie Open d'Australie | Internationaux de France    | Internationaux de France   | Wimbledon                   | Wimbledon                 | US National US Open | US National US Open |
| ----- | ---------------------------------------- | ---------------------------------------- | --------------------------- | -------------------------- | --------------------------- | ------------------------- | ------------------- | ------------------- |
| 1963  | 2e tour (1/8) Bill Bowrey                | M. Smith Ken Fletcher                    | -                           | -                          | -                           | -                         | -                   | -                   |
| 1964  | 2e tour (1/8) Jim Moore                  | Jan Lehane Mike Sangster                 | -                           | -                          | 2e tour (1/32) Jim Moore    | T. Groenman Tom Okker     | -                   | -                   |
| 1965  | -                                        | -                                        | 3e tour (1/8) Jim Moore     | Nancy Richey F. Froehling  | 1er tour (1/64) Jim Moore   | Ilse Buding Ingo Buding   | -                   | -                   |
| 1966  | -                                        | -                                        | 3e tour (1/8) Raymond Moore | F. Dürr D. Ralston         | 1er tour (1/64) B. Phillips | J. Lieffrig Torben Ulrich | -                   | -                   |
| 1967  | 2e tour (1/8) Terry Addison              | Jan Lehane Ray Ruffels                   | 3e tour (1/8) Jim Moore     | A. Van Zyl Frew McMillan   | 4e tour (1/8) Raymond Moore | K. Krantzcke Ray Ruffels  | -                   | -                   |
| 1968  | -                                        | -                                        | 2e tour (1/16) Jim Moore    | Rosie Darmon Pierre Darmon | 4e tour (1/8) Jim Moore     | B. J. King Owen Davidson  | -                   | -                   |
| 1969  | -                                        | -                                        | 2e tour (1/16) Dick Crealy  | Lesley Turner Bill Bowrey  | 3e tour (1/16) Jim Moore    | Winnie Shaw G. Battrick   | -                   | -                   |
| 1970  | n/a                                      | n/a                                      | 3e tour (1/8) Terry Addison | Judy Tegart Jim McManus    | 3e tour (1/16) Jim Moore    | K. Harter Jaime Fillol    | -                   | -                   |
| 1971  | n/a                                      | n/a                                      | -                           | -                          | 1er tour (1/64) Jim Moore   | S. Bloomer Robert Wilson  | -                   | -                   |
| 1972  | n/a                                      | n/a                                      | -                           | -                          | 2e tour (1/32) Jim Moore    | Marilyn Tesch A. Amritraj | -                   | -                   |

Sous le résultat, le partenaire ; à droite, l’ultime équipe adverse.